# Pala dell'Alabarda
La Pala dell'Alabarda, o Sacra conversazione con i santi Stefano, Giovanni evangelista, Simone e Lorenzo, è un dipinto a olio su tela (294x216 cm) di Lorenzo Lotto, databile al 1539 circa e conservato nella Pinacoteca civica Francesco Podesti di Ancona. È firmato "Lorenzo Lotto", sul primo gradino.

## Storia
L'opera venne vista da Giorgio Vasari nella chiesa di Sant'Agostino ad Ancona. Dipinta quando il Lotto si rifugiò in città dopo la fuga dall'ambiente veneziano a lui ostile, venne in seguito trasferita nella chiesa di Santa Maria della Piazza e, attraverso altri spostamenti, fino alla collocazione attuale.

## Descrizione e stile
L'impianto monumentale si rifà alla lunga tradizione delle sacre conversazioni venete, inaugurata dalla Pala di San Cassiano di Antonello da Messina. Mostra la Madonna col Bambino su un alto trono, con sopra due angeli in volo che le reggono la corona (un motivo dell'arte fiamminga quattrocentesca pure ampiamente ripreso in Italia), mentre nella metà inferiore si vedono quattro santi: Stefano, Giovanni evangelista, Simone Zelota e Lorenzo. I santi sono rappresentati insieme ai propri attributi iconografici tradizionali; alcuni colori delle vesti sono assai accesi e in alcuni casi, contrastanti. Due santi (Stefano e Simone) si rivolgono con lo sguardo all'osservatore, mentre gli altri due contemplano il volto di Maria.
Dietro al trono si scorgono quattro colonne e tendaggi in controluce, mossi da un vento energico; dietro ad essi si aprono due brani di cielo notturno, rischiarati da un chiarore lunare e percorsi da nuvolette. I giochi luminosi sono sapientemente valorizzati, dando risalto al gruppo sacro e agli angioletti dalle vesti candide; anche la scala che conduce al trono della Vergine è messa in risalto da un ricco gioco di ombre e di luci.
Come in altre opere di Lotto la simmetria è rotta dalla varietà degli atteggiamenti e nonostante il vortice della figura agitata del Bambino, verso il quale convergono le linee di forza generate dai santi e dagli scalini, il dipinto mostra concessioni al gusto arcaicizzante, compatibili con la fase tarda della sua opera.
La lunetta originaria dell'opera, eliminata nei secoli passati per adattare il quadro alle nuove collocazioni, è stata nel 2005 ritrovata ed esposta sulla pala.

## Interpretazione
La critica pensa che il dipinto rechi un messaggio politico, oltre che, com'è naturale, uno religioso. Tutto parte dal fatto che l'opera è stata dipinta solo sei anni dopo il colpo di Stato del 1532 con il quale la città di Ancona passò sotto il dominio diretto della Chiesa; la resistenza era stata soffocata nel sangue ed era ancora vivo il ricordo dei giovani amanti della libertà decapitati per ordine del legato pontificio, il cardinale Benedetto Accolti, al quale la città era stata venduta dal papa Clemente VII, ansioso di reitegrare le vuote casse vaticane dopo il Sacco di Roma del 1527, per una somma tra i 5700 ducati d'oro ed i 20000 scudi d'oro l'anno, nominandolo Legato pontificio della Marca di Ancona. 
La perdita della libertà fu segnata dalla costruzione della Cittadella progettata dall'architetto Antonio da Sangallo il Giovane, offerta dal papa alla città con il pretesto di fornirle difesa da un imminente attacco da parte dei turchi, ma in realtà realizzata per mantenere Ancona strettamente sotto il dominio papale, con la maggior parte dei cannoni puntati sulla città e sulle sue principali vie di accesso. Il 19 settembre 1532, infatti, papa Clemente VII vincolò Ancona alla Santa Sede.
Lorenzo Lotto, arrivato in città dopo numerose esperienze dolorose, si pensa abbia provato partecipazione per lo sgomento da cui era afflitta la popolazione.
Dagli anni novanta del Novecento l'alabarda, attributo di San Simone, dà il nome alla pala, a causa del significato politico che vi si è voluto vedere. Il fatto che l'arma del martirio sia capovolta, con la punta dell'arma rivolta verso terra, contrariamente all'iconografia tradizionale, è stato interpretato infatti come un messaggio di speranza che il pittore rivolge alla città di Ancona, che dopo essere stata presa nel 1532 dal papa Clemente VII, aveva vissuto momenti drammatici simboleggiati dalla presenza dei Lanzichenecchi e dalle loro alabarde.
I santi posti a sinistra e a destra della scena, il protomartire Stefano, con l'attributo delle pietre della lapidazione e Lorenzo, con l'attributo della graticola del suo martirio, sono saldamente legati alla prima diffusione del Cristianesimo ad Ancona e dunque danno alla Conversazione un riferimento alla città per la quale è stata dipinta, avvalorando la tesi del messaggio rivolto dal pittore agli anconitani.